# World Rugby Pacific Four Series 2024
World Rugby Pacific Four Series 2024 o, più informalmente, Pacific Four Series 2024, fu la 4ª edizione del torneo transcontinentale di rugby a 15 femminile organizzato da World Rugby tra le squadre nazionali di Australia, Canada, Nuova Zelanda e Stati Uniti.
Si tenne dal 28 aprile 2024 al 25 maggio 2024  in sedi itineranti con la formula a girone unico.
Tale torneo faceva parte del sistema di qualificazione alla Coppa del Mondo 2025, sia tramite ammissione diretta a tale competizione, sia attraverso l'assegnazione al WXV 2024, che assegnava ulteriori posti alla rassegna mondiale.
Alla vincitrice della competizione era infatti riservato il posto diretto alla Coppa del Mondo 2025 qualora non facente parte delle due partecipanti già qualificate per via dei piazzamenti in quella del 2021, nel qual caso tale posto sarebbe andato alla migliore classificata tra le non qualificate.
Inoltre, le prime tre classificate del torneo guadagnarono l'accesso alla prima divisione del WXV 2024, mentre l'ultima fu destinata alla seconda divisione.
Ad aggiudicarsi il torneo fu il Canada - unica delle quattro formazioni ad avere giocato tutti i suoi impegni fuori casa - che vinse tutti i propri tre incontri, nell'occasione riportando anche la sua prima, storica, vittoria sulla Nuova Zelanda.
Avendo già le canadesi, al pari della Nuova Zelanda, la qualificazione assicurata alla Coppa del Mondo in quanto semifinaliste a quella precedente, il primo slot utile per il torneo mondiale in Inghilterra fu appannaggio degli Stati Uniti; parimenti, le tre squadre citate si qualificarono al WXV 1 2024 mentre l'Australia, giunta ultima, fu assegnata al WXV 2.
Il valore delle marcature, come stabilito da World Rugby nel 2017, è: 5 punti per ciascuna meta (7 se trasformata), 7 punti per la meta tecnica, 3 punti per la realizzazione di ciascun calcio piazzato, idem per il drop.

## Squadre partecipanti
- Australia
- Canada
- Nuova Zelanda
- Stati Uniti

## Risultati
| Arbitro: | Tyler Miller |

|                    |    |                                                                                    |
| Perris-Redding 18’ | mt | 3’, 70’ Gallagher 9’ Beukeboom 21’ Royer 43’ Grant 50’, 55’ de Goede 79’ Omokhuale |
| Cantorna 18’       | tr | 21’, 43’, 50’, 55’ de Goede 79’ Tessier                                            |

| Arbitro: | Julianne Zussman |

|                                                                                          |    |              |
| A. du Plessis 2’ Paul 5’, 10’, 16’ Vaha’akolo 8’ Vaipulu 26’ Tui 54’ Sae 73’ Maliepo 75’ | mt | 63’ Taufo’ou |
| Demant 2’, 8’, 26’ H. King 54’, 73’, 75’                                                 | tr |              |

| Arbitro: | Natarsha Ganley |

|                       |    |                                       |
| Naden 21’ tecnica 48’ | mt | 5’, 31’ Cline 10’, 45’ Hunt 51’ Menin |
| McKenzie 21’          | tr | 5’, 31’, 45’, 51’ de Goede            |

| Arbitro: | Maggie Cogger-Orr |

|                                                   |      |                                                  |
| Miller 5’ Marsters 18’ Stewart 33’ Friedrichs 56’ | mt   | 37’ Treder 44’, 47’ Rogers 62’ Clapp 70’ Hingano |
| McKenzie 18’                                      | tr   | 44’, 62’ Cantorna                                |
| McKenzie 40+3’                                    | c.p. | 9’ Cantorna                                      |

| Arbitro: | Aurélie Groizeleau |

|                                 |      |                            |
| Vaha’akolo 10’, 22’ Maliepo 73’ | mt   | 29’, 60’ Bermudez 44’ Hunt |
| Demant 10’, 22’                 | tr   | 29’, 60’ de Goede          |
|                                 | c.p. | 7’ de Goede                |

| Arbitro: | Aimee Barrett-Theron |

| |    |                              |
| Olsen-Baker 5’ Brunt 14’ Paul 21’, 24’, 48’ Mikaele-Tu'u 31’ Ponsonby 33’ Vaha'akolo 35’ Viliko 44’ Simon 55’, 72’ | mt | 52’ Stewart 8’, 58’ McKenzie |
| Holmes 5’, 14’, 24’, 31’, 35’, 55’                                                                                 | tr | 58’ McKenzie                 |

## Classifica
| Pos | Squadra       | G | V | N | P | PF  | PS  | DP  | BMP | Pt |
| --- | ------------- | - | - | - | - | --- | --- | --- | --- | -- |
| 1   | Canada        | 3 | 3 | 0 | 0 | 105 | 40  | +65 | 2   | 14 |
| 2   | Nuova Zelanda | 3 | 2 | 0 | 1 | 143 | 46  | +97 | 3   | 11 |
| 3   | Stati Uniti   | 3 | 1 | 0 | 2 | 44  | 132 | −88 | 1   | 5  |
| 4   | Australia     | 3 | 0 | 0 | 3 | 58  | 132 | −74 | 2   | 2  |